# ソーラーフロンティア

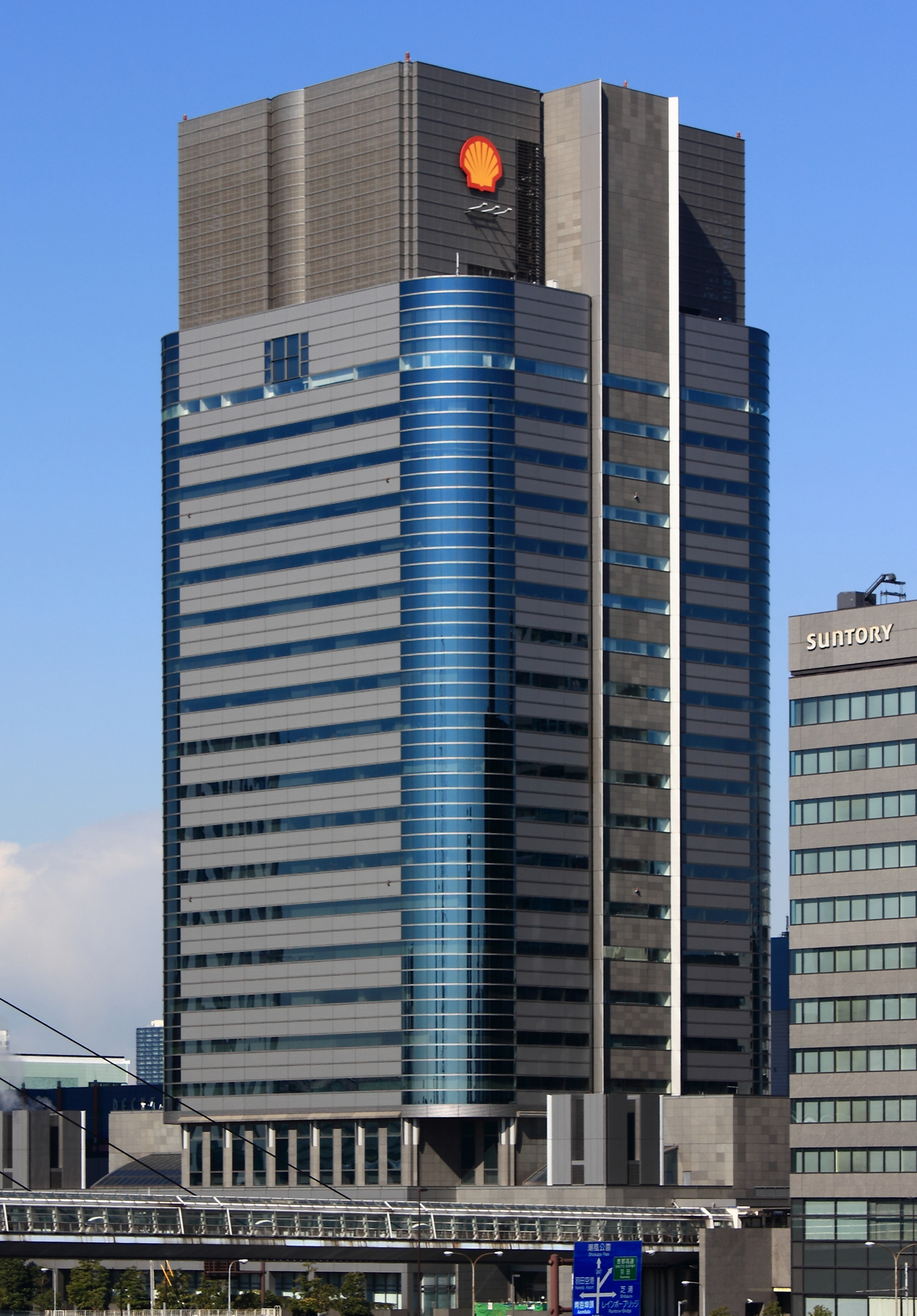
かつて本社が入居していた台場フロンティアビル

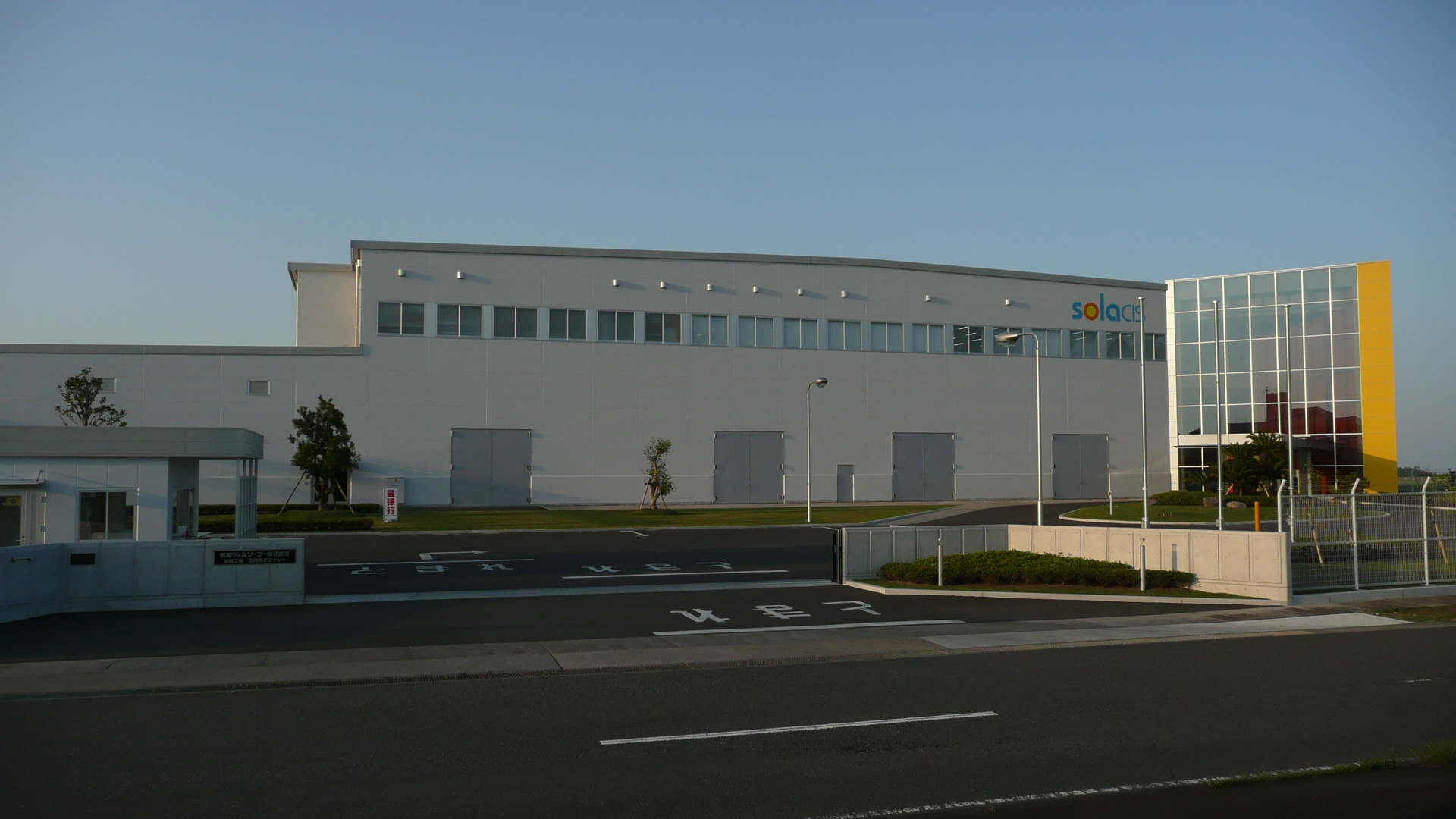
宮崎第2プラント（宮崎市清武町、昭和シェルソーラー時代の2009年撮影）

ソーラーフロンティア株式会社は、日本の薄膜型（CIS系）太陽電池モジュール製造・販売メーカーである。

## 沿革
2006年（平成18年）9月に石油元売企業であった昭和シェル石油の全額出資子会社『昭和シェルソーラー』として発足。2010年（平成22年）には社名を昭和シェルソーラーからソーラーフロンティアに変更した。
宮崎県東諸県郡国富町にあった日立プラズマディスプレイの遊休施設を購入し、年間の生産量900MWという世界最大規模の太陽電池生産工場となる宮崎第3工場（国富工場、現：国富事業所）を完成させ、2011年2月に稼働開始、7月からフル生産に入った。
昭和シェル石油と出光興産の経営統合に伴い出光傘下となった後、2021年（令和3年）3月1日には、本社を台場フロンティアビルから帝劇ビルに移転。2024年11月には品川インターシティ C号棟に移転した。

## 薄膜型（CIS系）太陽電池モジュール
2014年（平成26年）現在、日本国内で非シリコン系の薄膜ソーラーパネルを製造している唯一の企業である。

### 効率
薄膜型（CIS系）太陽電池はシリコン系の単結晶・多結晶タイプのソーラーパネルより発電効率（光から電気への変換効率）が低く、同量の出力を設置する場合に効率が高いパネルよりも広い面積を必要とする。

### 特徴
効率の低さをカバーする特徴として実発電量の大きさがあげられる。研究室の一定環境で測られる出力と違い、発電量は一日の太陽の傾きの変化や、季節ごとの気候や気温を含めた天気の変化でパフォーマンスに大きく波が生じる。CIS太陽電池モジュールは、シリコン系と比較して夏季の高温条件下でも出力低下が小さいことが実証実験でも証明されており、全天候におけるパフォーマンスが蓄積された結果として、年間を通した発電量が多いという特徴がある。

### 価格
シリコン系と比べて安価であることもCIS系太陽電池の特徴である。市場で取引される価格は中国製の安価パネルと同等のコストパフォーマンスを実現できたとしている。

## CIS太陽電池モジュールの生産終了
2021年（令和3年）10月19日、当初の主力事業であったCIS太陽電池モジュールの生産を2022年（令和4年）6月末を目途に終了することを発表した。他の国内太陽光パネル・メーカーと同様、中国勢との競争に敗れ、CIS系モジュールの製造から撤退する形となった。CIS系モジュールの保守や保証などは当面継続するものの、結晶シリコン系太陽電池セルを他社からOEM調達し、同社が国内でモジュールを製造・販売するとしている。

## ロームが敷地と工場を取得
2023年11月7日にローム株式会社が、ソーラーフロンティアの開発生産拠点である国富工場の資産を取得し、自社の製造子会社であるラピスセミコンダクタ株式会社の宮崎第二工場として整備・運営することを発表。この工場は、SiCパワー半導体の主力生産拠点となり、2024年中に稼働。
ソーラーフロンティアは一部の敷地・建物をラピスセミコンダクタから借りて、事業所として継続利用している。

## テレビCM
2011年（平成23年）、井川遥主演の「太陽に愛された女」シリーズを放送。